# Mīrābād (ort i Iran)
Mīrābād (persiska: ملا جماتی, Mollā Jamātī, میر آباد) är en ort i Iran.   Den ligger i provinsen Hormozgan, i den sydöstra delen av landet, 1 100 km sydost om huvudstaden Teheran. Mīrābād ligger 27 meter över havet och antalet invånare är 406.
Terrängen runt Mīrābād är platt åt sydväst, men åt nordost är den kuperad. Runt Mīrābād är det ganska glesbefolkat, med 25 invånare per kvadratkilometer. Närmaste större samhälle är Mīnāb, 5,8 km öster om Mīrābād. Omgivningarna runt Mīrābād är i huvudsak ett öppet busklandskap.